# Thomas Pitt

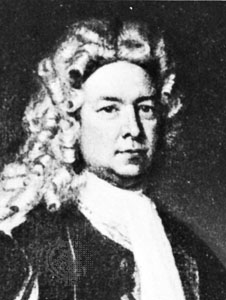
Thomas Pitt

Thomas Pitt (Blandford Forum, Dorset, Inglaterra, 5 de julio de 1653 – Berkshire, Inglaterra, Gran Bretaña, 28 de abril de 1726), fue un comerciante y político británico que desarrolló sus actividades comerciales en la India.
En un principio, Pitt tuvo varios conflictos con la Compañía Británica de las Indias Orientales, sin embargo, tiempo después, esos conflictos fueron resueltos, y dicha compañía lo nombró gobernador de Fort St. George, Chennai.
Pitt es famoso por haber comprado un diamante de 710 quilates (82 g.) a un comerciante de la India en el año 1701. Con el tiempo, a Pitt le propusieron varias ofertas para comprar el diamante, pero las rechazó, hasta que finalmente decidió venderle el diamante a Felipe II de Orleans, en 1717, convirtiéndose en una de las joyas de la corona de Francia, el diamante llamado El Regente precisamente por su segundo dueño. El diamante ha sido exhibido en el Museo de Louvre, en París, desde el año 1887 hasta la actualidad. 
Con el dinero que recibió por la venta del diamante, Pitt comenzó a consolidar varias propiedades, entre las cuales destaca su residencia, Swallowfield Park, en Berkshire, donde murió el 28 de abril de 1726.
Thomas Pitt era abuelo de William Pitt El Viejo y bisabuelo de William Pitt El Joven.
- Datos: Q2277355
- Multimedia: Thomas Pitt / Q2277355